# 田島雄一
田島 雄一（たじま ゆういち、1949年〈昭和24年〉1月13日 - 2014年〈平成26年〉3月19日）は日本の政治家。群馬県議（8期）、第68・69代群馬県議会副議長、第72代群馬県議会議長を歴任した。

## 経歴
1949年1月13日、佐波郡采女村（現伊勢崎市）に生まれる。1967年、群馬県立前橋高等学校卒業。1972年、芝浦工業大学工学部工業化学科を卒業し、大洋工業に入社した。1975年、大洋工業社長となる。同年4月13日、群馬県議会議員選挙に佐波郡選挙区から立候補して初当選を果たした。1986年6月、衆議院選挙に立候補するため県議を辞職した。同年7月6日、旧群馬1区から無所属で第38回衆議院議員総選挙に立候補したが次点で落選した。1991年、無所属で県議選に立候補して返り咲きを果たした。1995年、自民党公認で立候補して無投票で5選を果たした。1995年5月16日から1996年6月3日まで第68・69代群馬県議会副議長を、1998年5月29日から1999年5月19日まで第72代群馬県議会議長を歴任した。2007年4月8日、伊勢崎市選挙区から立候補して8選を果たした。2011年4月10日の県議選には立候補せずに引退した。2014年3月19日に死去した。

## 親族
- 父・由雄（よしお） - 群馬県議会議員[2][3]
- 義父・山本富雄 - 農林水産大臣[1][2]
- 義弟・山本一太 - 群馬県知事[10]

## 栄典
- 2004年 - 藍綬褒章[1]
- 没後 - 正五位・旭日中綬章[11]